# Ліпські
Лі́пські (пол. Lipski, Lipscy) — українські (Липські) та польські шляхетські роди.

### Гербу Корчак
Гілка українського роду Горайських гербу Корчак.
- Іван з Клеця, мав 4 сини
  - Микола — засновник роду Ліпських (Липських)
- Адам, дружина — Алоїза Хоцімовська
- Софія Жолкевська — дружина руського воєводи Станіслава Жолкевського
- ім'я нев., дружина Станіслава Кобельського гербу Єліта

## Гербу Граблі

Герб Граблі

Польський шляхетський рід гербу Граблі. Походив із Серадзського воєводства. Мав маєтки у Каліському і Белзькому воєводствах.

### Представники
- Ян, протестант, дружина Семіковська
- Анджей Ліпський (1572–1631) — великий канцлер коронний (1620–1623), краківський єпископ РКЦ (1630–1631).

## Гербу Лада
Представлені у Равському воєводстві.

### Представники
- Ян — примас Польщі
- Вавжинець
  - Францішек Фелікс — каштелян равський
    - Константи Ліпський — львівський латинський архієпископ, небіж примаса Яна

## Гербу Любич

Герб Любич

Польський шляхетський рід гербу Любич. Походив із Мазовії. Мав маєтки у Цехановській землі й Нурській землі.

## Гербу Рогаля

Герб Рогаля

Польський шляхетський рід гербу Рогаля. Походив із Помор'я. Мав маєтки у Черській землі.

## Гербу Шренява

Герб Шренява

Польський шляхетський рід гербу Шренява без хреста. Походив із Малопольщі, Краківського воєводства.